# Kratownica

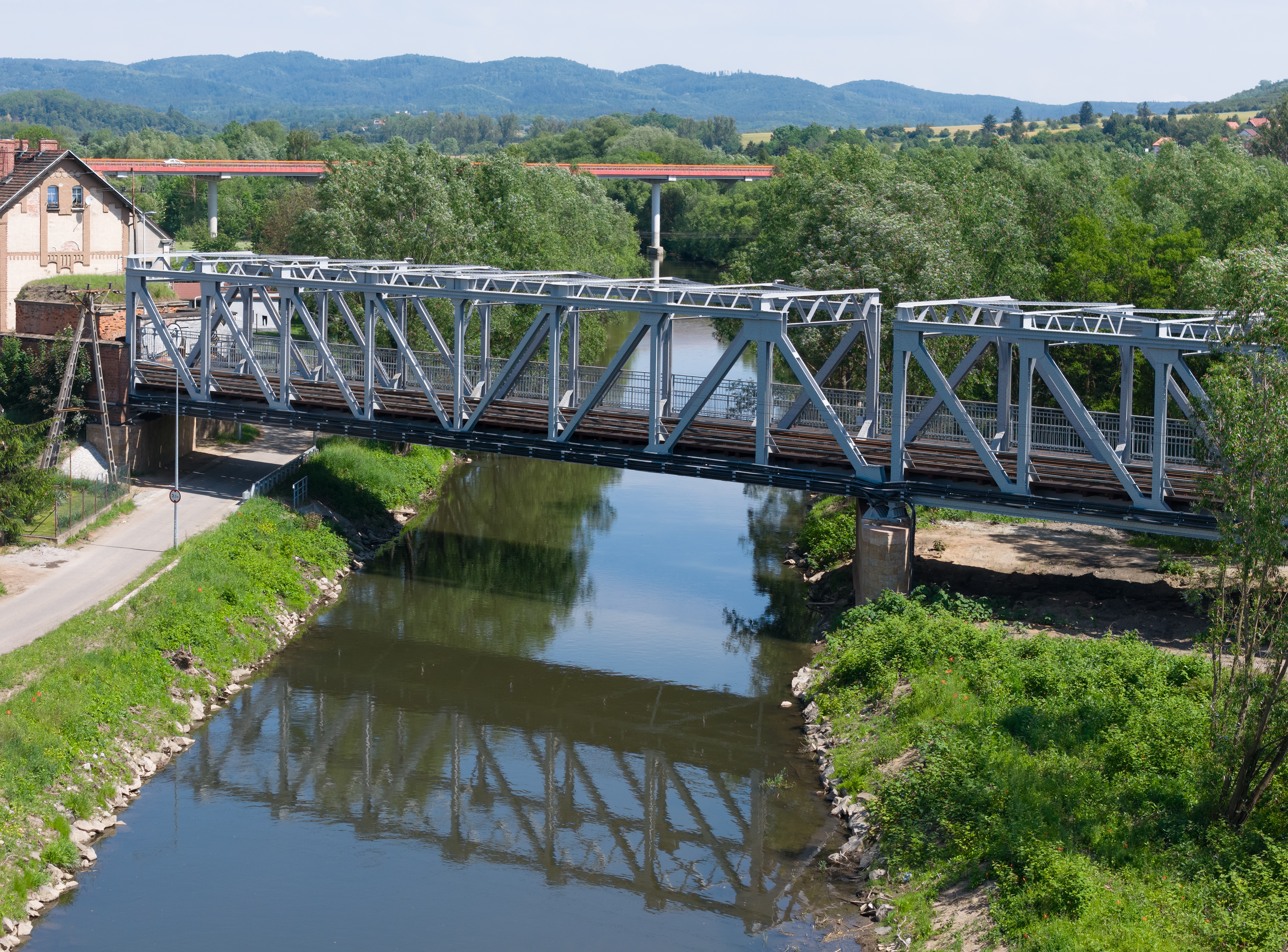
Most kolejowy o konstrukcji kratownicowej w Kłodzku

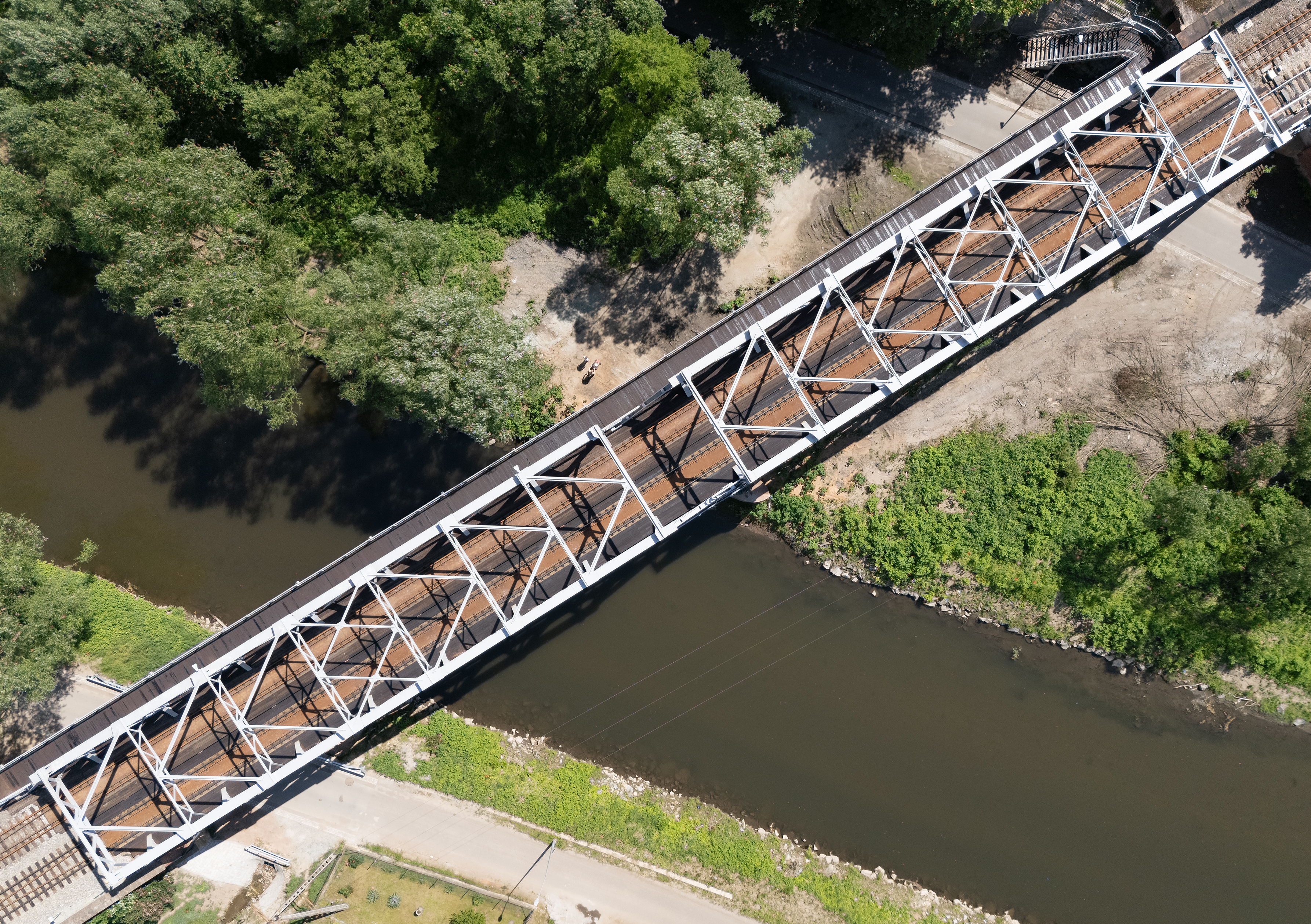
Ten sam most widziany z góry

Kratownica, krata – rodzaj konstrukcji prętowej.

## Konstrukcja
Schemat statyczny kratownicy tworzą elementy:
1. będące prętami prostymi
2. połączone w węzłach przegubowo (w przybliżeniu)
3. z obciążeniami przyłożonymi wyłącznie w węzłach.

Dodatkowo w przypadku kraty płaskiej wszystkie działające na nią obciążenia muszą leżeć w jej płaszczyźnie.
Dzięki tym własnościom kraty są konstrukcjami, których elementy poddane są jedynie działaniu sił osiowych. Sprawia to, że materiał konstrukcyjny jest efektywnie wykorzystany, zapewniając stosunkowo dużą lekkość konstrukcji przy dużych jej rozpiętościach. Kraty płaskie są stosowane powszechnie jako konstrukcje nośne długich przęseł mostowych i dźwigary dachowe w wielkich, szerokich halach przemysłowych i wielkokubaturowych halach widowiskowych.
W przypadku konstrukcji budowlanej pręty muszą tworzyć układ geometrycznie niezmienny, w przeciwnym razie byłby to chwiejny mechanizm ruchomy (podlegający zmianom geometrii). Przeważnie kratownice konstruuje się jako ustroje statycznie wyznaczalne, dla których łatwiej można wyznaczyć reakcje podpór i siły wewnętrzne niż w ustrojach statycznie niewyznaczalnych.

Siatki prętów kratownic płaskich

Najprostszą kratownicę płaską tworzą trzy pręty połączone przegubami „w trójkąt”. Takie trójkątne pola to charakterystyczna – łatwo dostrzegalna – cecha tego rodzaju konstrukcji. Oprócz odpowiedniego połączenia elementów o geometrycznej niezmienności i statycznej wyznaczalności konstrukcji decyduje również właściwe podparcie (na podłożu lub na innej konstrukcji).
W prostych kratownicach można wyróżnić elementy (pręty) tworzące pas górny, pas dolny (czerwony na rysunku poniżej) oraz łączące je pionowe słupki i ukośne krzyżulce.

Przykład schematu statycznego kratownicy płaskiej. Dla uproszczenia rysunku pomija się oznaczanie przegubu w każdym węźle.

W mechanice konstrukcji wyróżnia się kratownice tworzące:
- układ płaski (kratownica płaska; np. wiązar dachowy)
- układ przestrzenny (kratownica przestrzenna; np. szkielet stalowy wieżowców, wież wiertniczych, stalowych słupów energetycznych, a także przestrzenne, dachowe układy kratowe).

Przykładem przestrzennej konstrukcji kratowej jest wieża Eiffla.
Zaletą tego rodzaju modelu konstrukcji jest zerowanie się sił poprzecznych oraz momentów zginających i skręcających w prętach. Niezerowe są wyłącznie siły osiowe. W kratownicach płaskich daje to redukcję liczby niewiadomych sił wewnętrznych o 2/3, a w kratownicach przestrzennych o 5/6 w stosunku do ram mających sztywne połączenia węzłowe.
Do wyznaczania sił osiowych w kratownicach stosuje się następujące metody:
- metoda sił (MS),
- metoda przemieszczeń (MP),

przy czym MP jest bardziej uniwersalna, gdyż może być stosowana niezależnie od tego czy obliczana konstrukcja jest statycznie wyznaczalna, czy też niewyznaczalna.

## Niedokładności
Założenie przegubowego połączenia prętów w węzłach w istniejących konstrukcjach przeważnie nie jest dokładnie spełnione. Wyniki obliczeń statycznych dla modelu zakładającego węzły sztywne są jednak zbliżone do wyników dla modelu kratownicowego (z węzłami przegubowymi). Ze względu na znaczne ułatwienie obliczeń najczęściej stosowany jest więc model kratowy.
W rzeczywistych kratownicach osie prętów, zbiegających się w jednym węźle, nie zawsze przecinają się w jednym punkcie. Normy określają wielkości dopuszczalnych mimośrodów, których nie trzeba uwzględniać w obliczeniach statycznych.
W obliczeniach, ciężar własny w rzeczywistości rozłożony na całej długości każdego z prętów, uwzględnia się w postaci dwu sił skupionych działających w węzłach końcowych.

## Programy komputerowe

Rysunek wygenerowany przez program o nazwie Kratownica, do obliczania kratownic statycznie wyznaczalnych metodą równoważenia węzłów z wykorzystaniem algorytmu rozwiązywania liniowych układów równań metodą eliminacji Gaussa. Kratownica z ilustracji składa się ze 133 prętów

Istnieją programy obliczające kratownice statycznie wyznaczalne metodą równoważenia węzłów z wykorzystaniem algorytmu eliminacji Gaussa. Przykładowe rozwiązanie wygenerowane przez program o nazwie Kratownica widoczne jest na ilustracji po prawej.

## Użycie w kosmosie
Kratownice są konstrukcjami stosunkowo lekkimi dzięki efektywnemu wykorzystaniu w nich materiału konstrukcyjnego. Dlatego są stosowane w takich strukturach jak np. ISS, tworząc jej „kręgosłup”. Są na nich zamontowane panele słoneczne, radiatory, palety naukowe, anteny i inne elementy składowe ISS.